# Polinomio característico
En álgebra lineal, el polinomio característico de una matriz cuadrada es un polinomio invariante por similitud matricial que tiene como raíces los valores propios de la matriz. Tiene el determinante y la traza de la matriz entre sus coeficientes. El polinomio característico de un endomorfismo de un espacio vectorial de dimensión finita es el polinomio característico de la matriz de ese endomorfismo sobre cualquier base (es decir, el polinomio característico no depende de la elección de una base). Su ecuación característica, también conocida como ecuación determinante, es la ecuación que se obtiene igualando a cero el polinomio característico.
En la teoría espectral de grafos, el polinomio característico de un grafo es el polinomio característico de su matriz de adyacencia.

## Motivación
Dada una matriz cuadrada A, queremos encontrar un polinomio cuyas raíces son precisamente los valores propios (raíces) de A. Para una matriz diagonal A, el polinomio característico es fácil de definir: si los elementos de la diagonal son {\displaystyle x_{i}} para {\displaystyle i=1,2,\cdots ,n}, el polinomio característico en la indeterminada {\displaystyle t} es
{\displaystyle (t-x_{1})(t-x_{2})(t-x_{3})\cdots (t-x_{n})\,\!}
El polinomio tiene esta forma ya que los elementos de la diagonal de una matriz diagonal coinciden con sus valores propios.
Para una matriz A genérica, se puede proceder de la siguiente forma: Si λ es un valor propio de A, entonces existe un vector propio v≠0 tal que 
{\displaystyle Av=\lambda v\,\!}
o 
{\displaystyle (A-\lambda I)v=0\,\!}
(donde I  es la matriz identidad). Como v es no nulo, la matriz A - λI es singular, que a su vez significa que su determinante es 0. Acabamos de ver que las raíces de la función determinante(A-t I) son los valores propios de A. Como que dicha función es un polinomio en t, ya está.

## Definición formal
Sea K un cuerpo (podemos imaginar K como el cuerpo de los reales o de los complejos) y una matriz cuadrada A n-dimensional sobre K. El polinomio característico de A, denotado por pA(t), es el polinomio definido por:
{\displaystyle p_{A}(t)=\det(A-tI),\!}
donde I denota la matriz identidad n-por-n.  
Algunos autores definen el polinomio característico como det(t I-A); la diferencia radica en que esta última forma de definirlo siempre produce un polinomio mónico, mientras que la dada previamente difiere en el signo cuando la matriz tiene un número impar de valores propios. Esta diferencia es, de cualquier modo, poco relevante ya que las raíces son las mismas.

## Ejemplos
Supongamos que queremos encontrar el polinomio característico de la matriz 
{\displaystyle A={\begin{pmatrix}2&1\\-1&0\end{pmatrix}}.}
Debemos calcular el determinante de 
{\displaystyle A-tI={\begin{pmatrix}2-t&1\\-1&-t\end{pmatrix}}}
dicho determinante es 
{\displaystyle (2-t)(-t)-1(-1)=t^{2}-2t+1=(t-1)^{2}\,\!}
Finalmente hemos obtenido el polinomio característico de A.

## Propiedades
El polinomio pA(t) es de grado n y su coeficiente principal es {\displaystyle (-1)^{n}}. El hecho más importante sobre el polinomio característico ya fue mencionado en el párrafo de motivación: los valores propios de A son precisamente las raíces de pA(t). El coeficiente constante pA(0) es igual al determinante de A, y el coeficiente de t n − 1 es igual a (-1)n-1tr(A), la traza de A.  Para una matriz A de 2×2, el polinomio característico se puede expresar como: t 2 − tr(A)t + det(A).
Todos los polinomios reales de grado impar tienen al menos un número real como raíz, así que para todo n impar, toda matriz real tiene al menos un valor propio real. La mayoría de los polinomios reales de grado par no tienen raíces reales, pero el teorema fundamental del álgebra dice que todo polinomio de grado n tiene n raíces complejas, contadas con sus multiplicidades. Las raíces no reales de polinomios reales, por tanto valores propios no reales, aparecen en pares conjugados.
El teorema de Cayley-Hamilton dice que si reemplazamos t por A en la expresión de pA(t) obtenemos la matriz nula: pA(A) = 0.  Es decir, toda matriz satisface su propio polinomio característico. Como consecuencia de este hecho, se puede demostrar que el polinomio mínimo de A divide el polinomio característico de A.
Dos matrices semejantes tienen el mismo polinomio característico. El recíproco no es cierto en general: dos matrices con el mismo polinomio característico no necesariamente van ser semejantes.
La matriz A y su traspuesta tienen el mismo polinomio característico. 
A es semejante a una matriz triangular si y solo si su polinomio característico puede ser completamente factorizado en factores lineales sobre K. 
De hecho, A es incluso semejante a una matriz en forma canónica de Jordan.